# Bladnerv

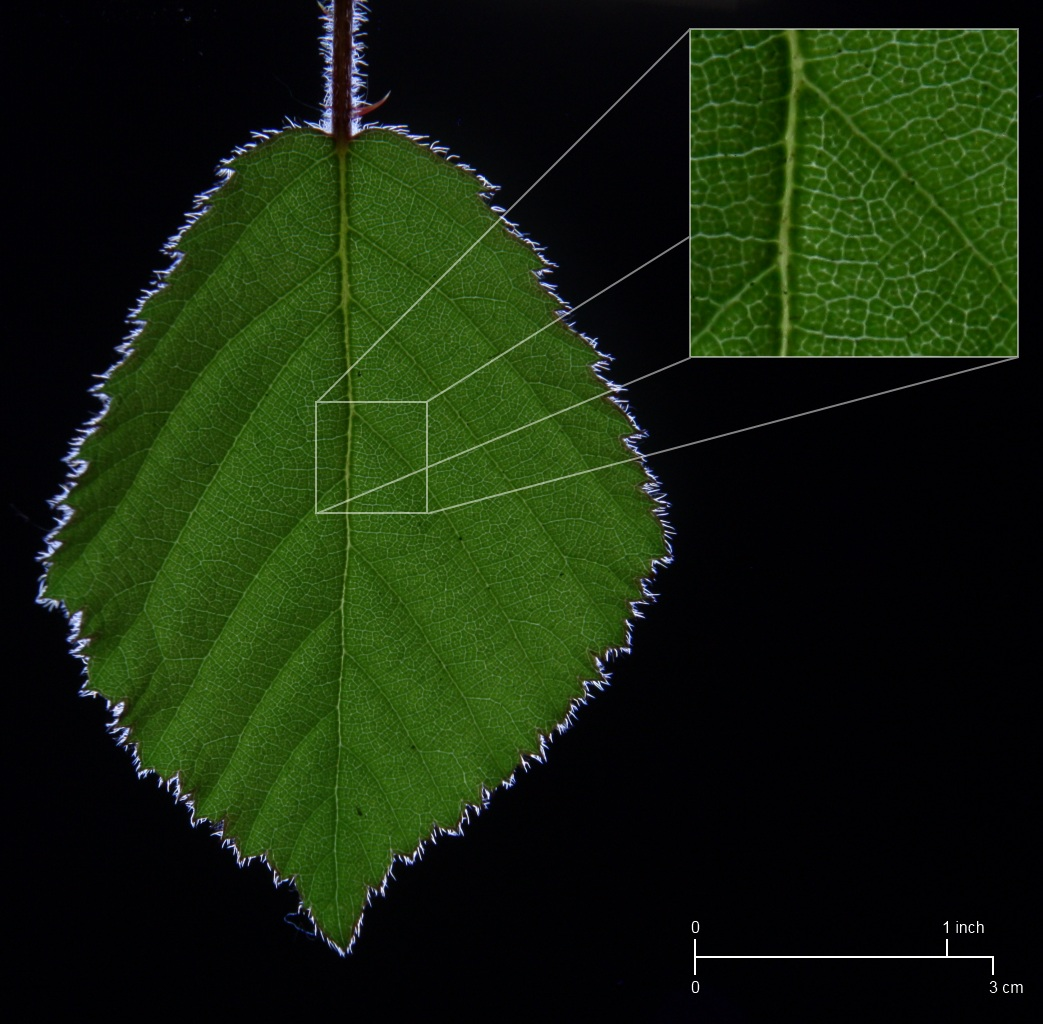
Bladnerver i uppförstoring

Bladnerv är vardagligt språk för vävnad som leder vätska i ett växtblad. Nerverna utgörs vanligen av stråk av kärlknippen som går parallellt vid sidan av varandra. Dessa knippen har med veddelen uppåt då det är en direkt fortsättning av bladets stams kärlknippe, som har veddelen inåt.